# Acantholipes aurea
Acantholipes aurea là một loài bướm đêm trong họ Erebidae.